# Piasek (Krakau)

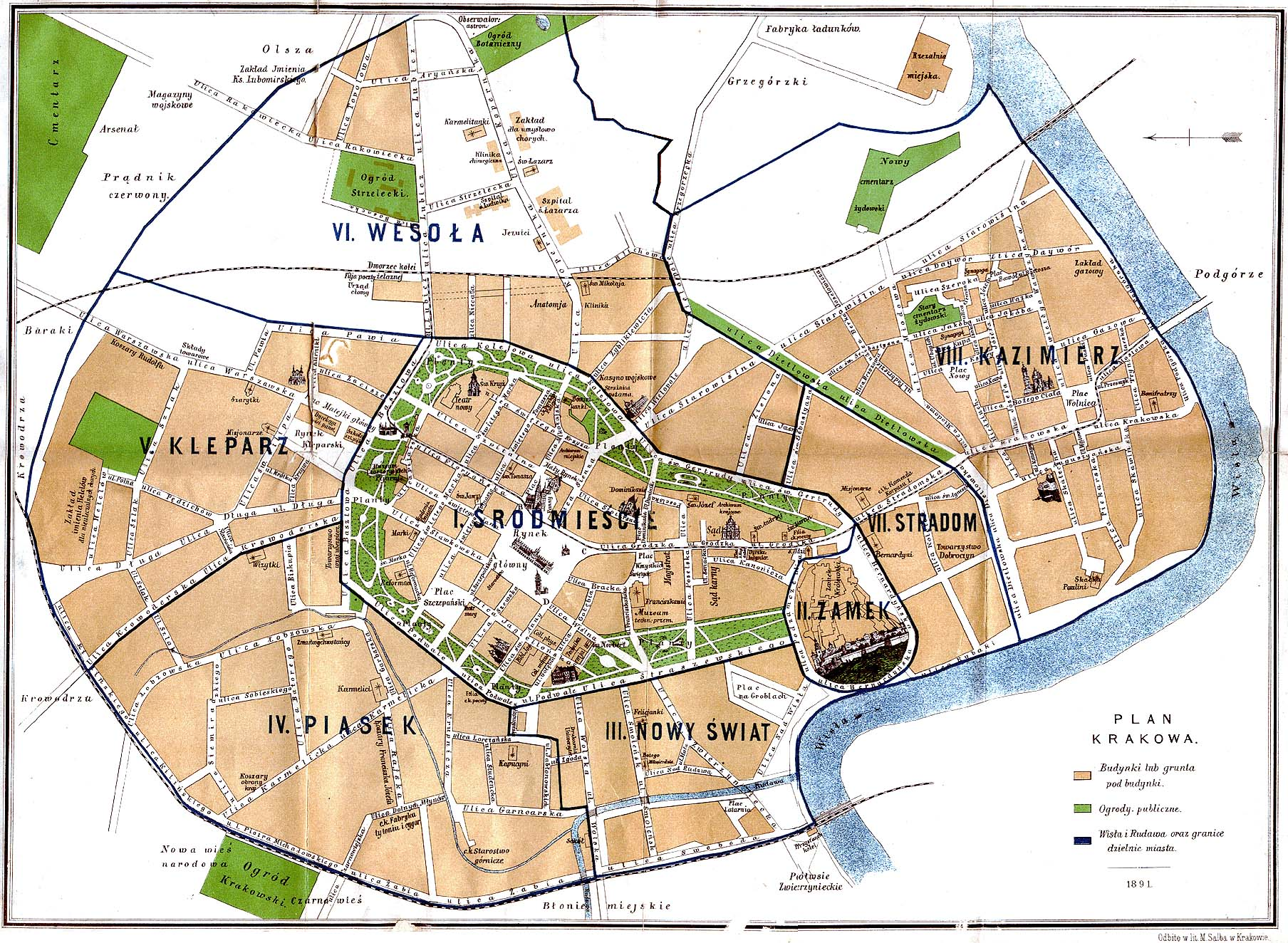
Stadtteil Piasek (IV – links unten) im Jahr 1891

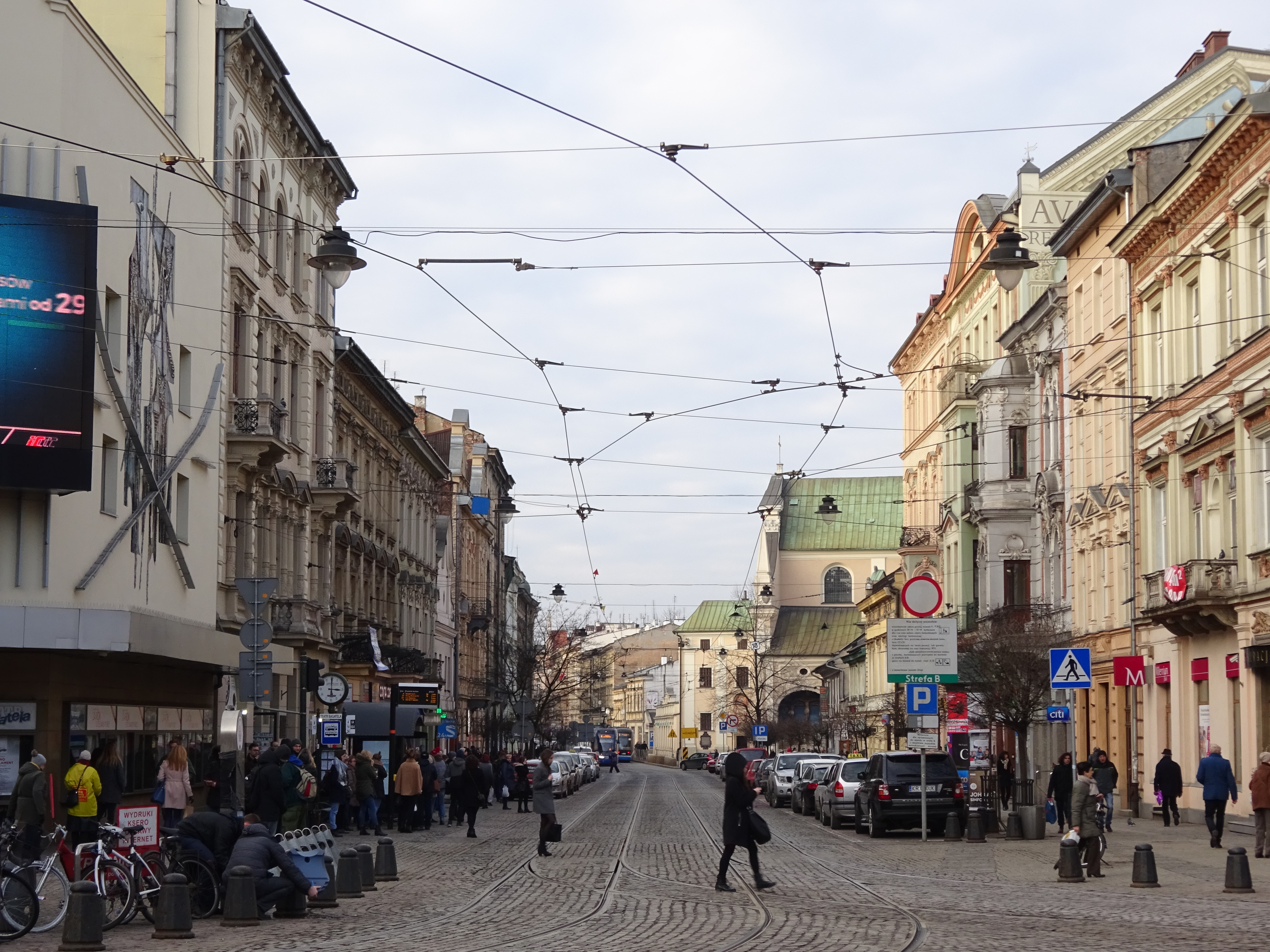
Karmelicka-Straße

Piasek ist ein Stadtteil von Krakau in Polen. Er liegt im nordwestlichen Teil des Verwaltungsbezirks Altstadt.
Die Vorstadt vor dem Schustertor entwickelte sich im 14. Jahrhundert und wurde 1311 als vor der Stat erstmals urkundlich erwähnt, danach als vor der Stat vor der Zugassen [Schugassen, d. h. Szewska-Straße] (1312), ante Portam Sutorum ante Valvam Judeorum (1313), ante Civitatem (1314), ante Plateam Sutorum (1316), ante Valvam Sutorum, ante Portam Judeorum (1366). Das Gebiet war im Besitz des Königs, der 1366 das Gerichtsrecht an die Stadt Krakau verkaufte. Im Jahr 1389 erschien der Name Cerdones, lateinisch für Gerber, später polnisch Garbary, weil die Vorstadt von Krakauer Gerbern bewohnt wurde, oft deutscher Herkunft. Im Jahr 1587 wurde Krakau von Maximilian III. aus dem Haus Österreich angegriffen und die Bewohner der Vorstadt traten mit dem Habsburger in Kontakt, was von polnischer Seite als Verrat betrachtet wurde. Danach folgten Repressionen gegen die habsburgischen Anhänger; die Vorstadt wurde verbrannt. Weitere Zerstörung fand in der Schwedischen Sintflut statt. Im 17. und 18. Jahrhundert war Garbary eine Juridika, die einzige um Krakau mit eigenem Vogt, Rathaus und Arrestzelle. Damals erhielt die Vorstadt den Nebennamen Piasek, nach dem Ort, wo das Karmelitenkloster und die größte Kirche in Garbary standen, auch Maria na Piasku (ursprünglich in den Quellen de Arena, deutsch etwa Maria auf dem Sande) benannt. Dieser Name verdrängte jedoch den Namen Garbary erst, nachdem die Vorstadt 1792 vom Vierjährigen Sejm nach Krakau eingemeindet worden war.
Piasek ist Teil eines Gebiets, das als historischer Stadtkomplex (historyczny zespół miasta) am 16. September 1994 durch präsidiale Verordnung von Lech Wałęsa zum Geschichtsdenkmal (Pomnik historii) erklärt wurde.